# Родригиньо (футболист)
Родри́го Уэ́ндра Алме́йда Мендо́нса (порт.-браз. Rodrigo Huendra Almeida Mendonça; более известный, как Родриги́ньо порт.-браз. Rodriguinho род. 16 марта 2004, Минейрус, Гояс), — бразильский футболист, полузащитник клуба «Сан-Паулу».

## Клубная карьера
Родригиньо — воспитанник клуба «Сан-Паулу». 8 июля 2022 года в поединке Южноамериканского кубка против чилийского «Универсидад Католика» он дебютировал за основной состав. В этом же поединке игрок забил свой первый гол за «Сан-Паулу».